# Aliabad-e Sandże Baszi
Aliabad-e Sandże Baszi (perski: علي ابادسنجه باشي) – wieś w Iranie, w ostanie Markazi. W 2006 roku liczyła 25 mieszkańców w 6 rodzinach.